# Dancheng
Der Kreis Dancheng (chinesisch 郸城县, Pinyin Dānchéng Xiàn) ist ein Kreis in der chinesischen Provinz Henan, der zum Verwaltungsgebiet der bezirksfreien Stadt Zhoukou gehört. Dancheng hat eine Fläche von 1.504 km² und zählt 957.000 Einwohner (Stand: Ende 2018).

## Administrative Gliederung
Auf Gemeindeebene setzt sich der Kreis aus neun Großgemeinden und elf Gemeinden zusammen.